# Romeo Vilara
Romeo Vilara (n. n. 4 iunie 1927, Corabia – d. județul Olt, d. 30 martie 1997, București), absolvent al Facultății de Farmacie din București (în 1951), a fost un apreciat ziarist sportiv, scriind, timp de peste 50 de ani, la Sportul popular devenit mai întâi Sportul, iar mai apoi Gazeta sporturilor, la Sportul românesc și la Sport XXI.

## Biografie
După ce a practicat câțiva ani atletismul (arunca ciocanul "aproape, pentru a nu merge prea mult după el", după cum spunea în glumă), Romeo Vilara a debutat în 1943 în paginile "Gazetei Sporturilor", cu corespondențe de la Liceul Militar "Gen. Div. Macarovici" din Iași. Doi ani mai târziu a devenit colaborator permanent al "Sportului Popular", la care s-a angajat în anul 1947 ca ...liftier, alături de alți trei ziariști ce aveau să ajungă celebri, care nu au găsit altă cale de a intra în meserie decât pe funcții de personal de serviciu.
La "Sportul" (noua denumire a Sportului Popular) a îndeplinit diverse funcții - de la publicist-comentator, la șef de secție, redactor-șef adjunct și redactor-șef - și a "acoperit" mii de competiții sportive interne și internaționale (între care două ediții ale Jocurilor Olimpice, 1964 și 1976, patru ediții ale Jocurilor Mondiale Universitare, trei ale Campionatelor Mondiale de atletism, 9 ale Campionatelor Europene de atletism). După 42 de ani de activitate, Romeo Vilara s-a pensionat în 1989.
În 1991, a fost solicitat să participe la înființarea ziarului "Sportul românesc", iar în 1996 a acceptat să intre în echipa care a editat ziarul "Sport XXI".

## Viața personală
Pe numele său întreg Romeo Mihail Aurel Vilara, a decedat în urma unui infarct în martie 1997 și este înmormântat la Cimitirul Bellu.

Unul dintre fiii sai, Romeo-Alexandru (Andi) Vilara (n. 1961), este de asemenea ziarist sportiv și comentator de televiziune (TVR, Eurosport, Telesport, Sport 1 și DIGI Sport). Ceilalți doi copii, Radu-Michel Vilara (n. 1964) și Oana (n. 1968), sunt arhitecți.

## Lucrări publicate
Romeo Vilara a scris opt cărți de statistică și de literatură sportivă, cele mai cunoscute fiind "O jumătate de secol de atletism românesc" (1963), "Tokyo - Olimpiada recordurilor" (1964, împreună cu Ilie Goga), "Athlos - Povestiri despre atletism" (1975), "Montreal '76 - Olimpiada Nadiei Comăneci" (1977). De asemenea, a coordonat (și scris în cea mai mare măsură) șase ediții ale "Almanahului Sportul", a colaborat la 22 de publicații din România și la 14 străine, din 10 țări, iar din anul 1956 până la dispariția sa a fost corespondentul sportiv pentru România al Agenției de știri France Presse. Ca un fapt divers, pentru lucrarea "O jumătate de secol de atletism românesc" a primit ...4.000 de lei, deși au fost necesari trei ani de muncă susținută pentru redactarea ei.

Romeo Vilara a avut numeroase colaborări la Radioteleviziunea Română.

## Afilieri
Din 1955, a fost membru al Asociației Internaționale a Statisticienilor de Atletism. Din 1956, a fost corespondent sportiv, în România, al Agenției „France Presse”. Din 1966 până în 1987, a fost membru în Comisia de atletism a Asociației Internaționale a Presei Sportive, iar în 1987, Fundația „Jesse Owens” din New York l-a primit în rândul membrilor săi. 

## Distincții
- Medalia Muncii (19 martie 1955)[1]

În toamna anului 1994, Asociația Presei Sportive din România i-a acordat Premiul pentru longevitate ziaristică. A fost decorat cu „Ordinul Muncii” clasa a II-a și Ordinul „Meritul Sportiv” clasa a II-a.